# Hermann Ludwig von Wartensleben
El conde Hermann Ludwig Wilhelm Karl Alexander Friedrich von Wartensleben (17 de octubre de 1826, Berlín - 9 de marzo de 1921, castillo de Karow, cerca de Genthin) fue un general de caballería prusiano y comendador de la provincia de Sajonia de la Orden protestante de San Juan.

## Biografía

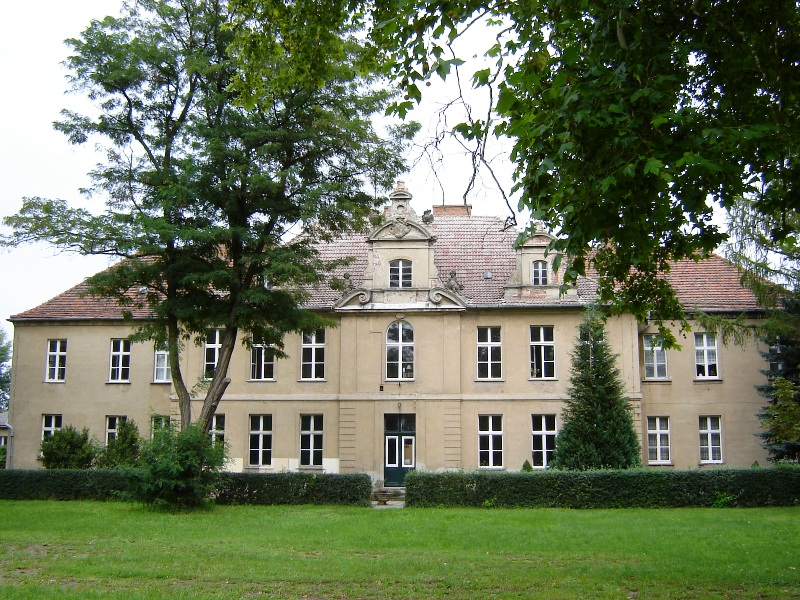
Castillo de Karow

Hermann Ludwig von Wartensleben pertenecía a un familia de la nobleza inmemorial de Magdeburgo, los condes de Wartensleben. Era el hijo del teniente coronel y conde Gustav von Wartensleben (1796-1886) y de su esposa, de soltera Elisabeth von Goldbeck und Reinhard (1803-1869). Se casó el 16 de mayo de 1866 en Berlín con Agnes von Podbielski (1846-1896), hija del general de caballería del ejército real prusiano, Theophil von Podbielski. Tuvieron un hijo y tres hijas. Su hermano Ludwig von Wartensleben (7 de julio de 1831 - 1 de septiembre de 1926) fue miembro de la Cámara de los Señores de Prusia.
Wartensleben frecuentó la Academia de caballería de Brandenburg an der Havel en su juventud, entre abril de 1838 y el otoño de 1841. Hermann Ludwig von Wartensleben estudió Derecho en la Universidad de Heidelberg y en Berlín. Actuó como jurista entre 1848 y 1850 en Genthin, después ingresa en el 7º Regimiento de coraceros. Asiste a la escuela militar entre 1853 y 1856 y se convierte en teniente primero en 1858 y después en capitán el mismo año. Ingresa en la primera división de la guardia. Es nombrado mayor en 1861 y jefe de escuadrón del 3º Regimiento de húsares (regimiento fundado en 1730). Después de pasar por el estado mayor, combate en 1864 durante la guerra de los ducados. Se encuentra en el cuartel general durante la guerra austro-prusiana de 1866. En 1868 es nombrado teniente coronel del estado mayor, y al año siguiente coronel, comandante del 12º Regimiento de dragones. Fue alto intendente en 1870.
En la guerra franco-prusiana de 1870-1871, Wartensleben toma parte, con el primer ejército, en las batallas de Spicheren, de Borny-Colombey, de Gravelotte, de Villers-Bretonneux y del Hallue. Participa también en el sitio de Metz. Es nombrado jefe de Estado Mayor del ejército del sur y es condecorado con la Pour le Mérite en 1871.
Wartensleben se halla en el estado mayor general en el fin de la guerra y se ocupa de la Historia militar a partir de 1872, en particular de los tratados sobre la última guerra de 1870-1871. Es elevado al grado de mayor general en 1873 y nombrado comandante militar de Berlín en 1878, después es elevado al grado de teniente general al año siguiente. Comanda entonces la 42ª División. En 1884 es general comandante del III Cuerpo de Ejército. Finalmente en 1886, el general von Wartensleben es nombrado general de caballería, antes de tomar su retiro dos años más tarde.
Se retira a sus dominios de Karow, cerca de Genthin en Sajonia-Anhalt. Es nombrado miembro vitalicio de la Cámara de los Señores de Prusia en 1903. El general conde von Wartensleben murió en su castillo a la edad venerable de noventa y cuatro años. Mientras tanto, el Imperio alemán se ha derrumbado.